# Coen (Queensland)
Pour les articles homonymes, voir Coen.
Coen est une petite ville située le long de la principale route de la péninsule du Cap York, dans le Nord du Queensland, en Australie. Elle est située dans le comté de Cook. Au recensement de 2006, Coen affichait une population de 253 habitants.

## Histoire
De l'or a été découvert sur la rivière Coen en 1876, et la ville était d'abord un petit camp construit par les mineurs et les prospecteurs en mai 1877. Cette ruée vers l'or fut de courte durée, et la ville ne fut pas habitée à nouveau avant 1883. Elle devient un centre d'approvisionnement pour de petites mines dans la région, mais se développe plus rapidement à partir de 1893, quand de riches gisements sont découverts dans les mines de Great Northern, qui restèrent en activité jusqu'en 1916.
Aujourd'hui Coen est un point d'approvisionnement important sur la longue route qui mène à Weipa au nord du pays, et les touristes qui visitent la péninsule du cap York s'y arrêtent fréquemment.
Coen est aussi un endroit apprécié pour l'observation d'oiseaux, avec une faune très variée.